# Намазі-Махале
Намазі-Махале (перс. نمازي محله) — село в Ірані, у дегестані Лісар, у бахші Карґан-Руд, шагрестані Талеш остану Ґілян. За даними перепису 2006 року, його населення становило 191 особу, що проживали у складі 45 сімей.

## Клімат
Середня річна температура становить 13,79 °C, середня максимальна – 27,08 °C, а середня мінімальна – -0,31 °C. Середня річна кількість опадів – 799 мм.
| Клімат поселення                              | Клімат поселення | Клімат поселення | Клімат поселення | Клімат поселення | Клімат поселення | Клімат поселення | Клімат поселення | Клімат поселення | Клімат поселення | Клімат поселення | Клімат поселення | Клімат поселення | Клімат поселення |
| Показник                                      | Січ.             | Лют.             | Бер.             | Квіт.            | Трав.            | Черв.            | Лип.             | Серп.            | Вер.             | Жовт.            | Лист.            | Груд.            |                  |
| Середній максимум, °C                         | 9,98             | 10,46            | 12,37            | 17,04            | 21,02            | 25,08            | 27,08            | 26,81            | 22,54            | 20,00            | 15,54            | 11,46            |                  |
| Середня температура, °C                       | 4,82             | 5,30             | 7,23             | 11,89            | 15,88            | 19,93            | 23,23            | 22,97            | 18,71            | 16,16            | 11,72            | 7,62             |                  |
| Середній мінімум, °C                          | −0,31            | 0,16             | 2,08             | 6,74             | 10,73            | 14,78            | 19,38            | 19,13            | 14,86            | 12,31            | 7,87             | 3,78             |                  |
| Норма опадів, мм                              | 71               | 65               | 69               | 54               | 43               | 27               | 12               | 35               | 90               | 137              | 100              | 96               |                  |
| Середньомісячна швидкість вітру, м/с          | 2.33             | 2.42             | 2.40             | 2.40             | 2.32             | 2.52             | 2.66             | 2.46             | 2.15             | 2.08             | 2.03             | 2.10             |                  |
| Середньомісячна сонячна радіація, кДж/м²·день | 6788             | 9094             | 11243            | 15798            | 19881            | 22617            | 23681            | 20085            | 16183            | 10966            | 8310             | 6386             |                  |
| --------------------------------------------- | ---------------- | ---------------- | ---------------- | ---------------- | ---------------- | ---------------- | ---------------- | ---------------- | ---------------- | ---------------- | ---------------- | ---------------- | ---------------- |
| Джерело:                                      |                  |                  |                  |                  |                  |                  |                  |                  |                  |                  |                  |                  |                  |